# Europski kunić
Europski kunić (Lat. Oryctolagus cuniculus) je vrsta manjega sisavca iz porodice Leporidae. 
Postoji jedna vrsta kunića s dvije podvrste. Obično žive 4-10 godina, dok domaći kunić (lat .Oryctolagus cuniculus domesticus) može živjeti 6-12 godina, pa i više. Kunići, za razliku od zečeva (Lepus spp.), kopaju jazbine u zemlji, a od njih se razlikuju i po fizičkom izgledu, uši i noge zečeva (naročito stražnje), duže su nego kod kunića.
Mladi dolaze na svijet poslije mjesec dana gestacije. Rađaju se slijepi i bez dlake, a progledaju s navršena dva tjedna. Stoga se mladi kunići smatraju altricijalnim, za razliku od prekocijalnih zečeva.
Kunići mogu biti divlji i pitomi, a danas ima i vrsta koje se uzgajaju isključivo kao ukrasne životinje. Kunić u prirodi živi u nastambama ispod zemlje. Ženka rađa gole i slijepe mladunce, koji su potpuno ovisni o majci. Biljojedi su, a osnovu prehrane predstavlja korjenasto i lisnato povrće, sijeno i žitarice. Za razliku od zečeva kunići imaju kraće uši i stražnje noge te su općenito sitnije građe. Patuljasti kunići su jedni od najčešćih kućnih ljubimaca danas.

## Podvrste
1. Oryctolagus cuniculus cuniculus Linnaeus, 1758
2. Oryctolagus cuniculus algirus Loche, 1858
3. Oryctolagus cuniculus brachyotus Trouessart, 1917
4. Oryctolagus cuniculus cnossius Bate, 1906
5. Oryctolagus cuniculus habetensis Cabrera, 1923
6. Oryctolagus cuniculus huxleyi Haeckel, 1874